# Adonis aestivalis
Adonis aestivalis es una especie perteneciente a la familia Ranunculaceae. Es nativa de Europa, Asia y África del norte. Se utiliza como planta ornamental y se considera medicinal, aunque con precaución, debido a que posee un compuesto tóxico, la estrofantidina, que resulta mortal para los herbívoros que la consumen entre los pastos.

## Descripción

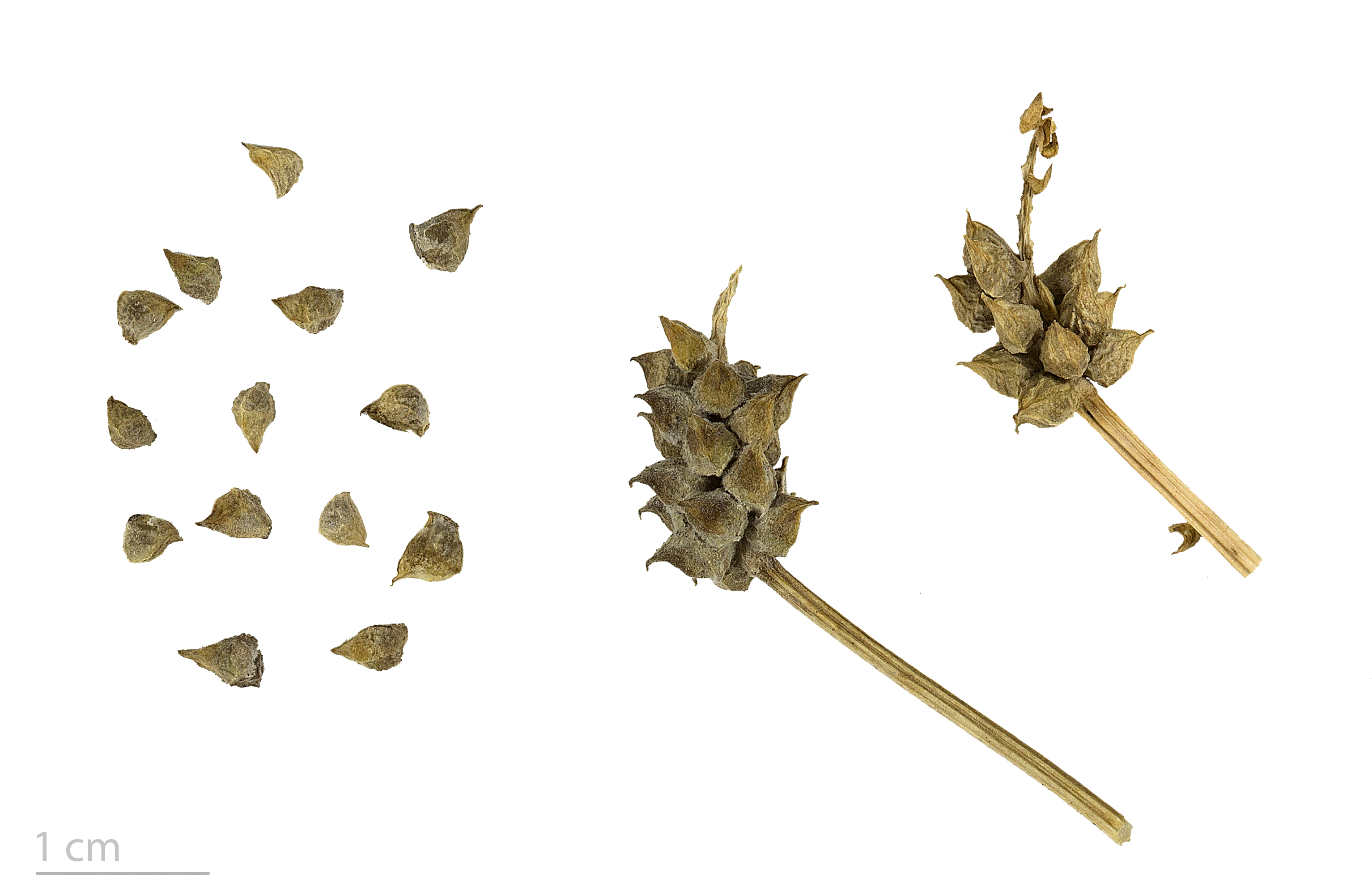
Semillas - MHNT

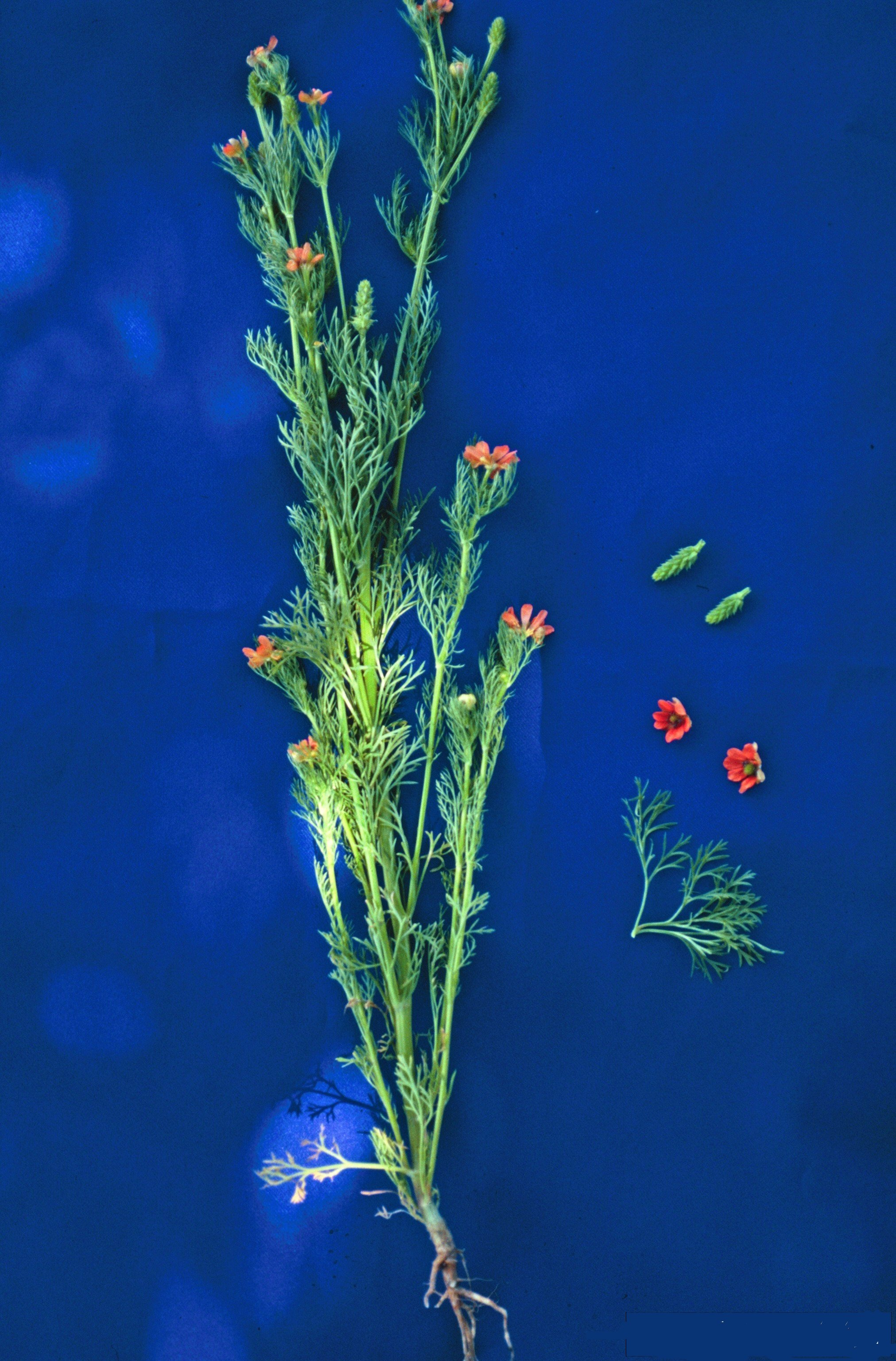
Detalle de la planta

Es una planta herbácea anual que puede medir entre 10-70 cm de altura con tallo ramificado. Las hojas basales son de 3-5 cm de longitud y pecioladas.  Las flores, de color rojo o amarillo, son de 15-35 mm de diámetro, con un centro oscuro o negro y anteras negras. El fruto en racimo cilíndrico de muchos aquenios, cada uno con una arruga transversal y dos protuberancias en el margen interno.
 
Florece entre junio y julio.
Citología
Número de cromosomas de Actaea spicata (Fam. Ranunculaceae) y táxones infraespecíficos: 
2n=16(18,26,30)

## Distribución y hábitat
Desde su hábitat de origen en la mayor parte de Europa y Asia se distribuyó a Norteamérica donde, cultivada como ornamental, se naturalizó ampliamente.
 
Habita en campos de tierra caliza. 

## Taxonomía
Adonis aestivalis, fue descrita  por Carlos Linneo y publicado en Species Plantarum , Editio Secunda 1: 771, en el año 1762.
Etimología
aestivalis: epíteto latino que significa "del verano".
Sinonimia
- Adonis aestivalis subsp. aestivalis L.
- Adonis aestivalis subsp. provincialis (DC.) C.H.Steinb.
- Adonis aestivalis var. dentata (Delile) Coss.
- Adonis ceretana Sennen
- Adonis dentata var. provincialis DC.
- Adonis dentata Delile
- Adonis miniata Jacq.
- Adonis squarrosa Steven[8]
- Adonis aestivalis f. citrina (Hoffm.) Riedl
- Adonis aestivalis subsp. cretica (Huth) C.Steinb.
- Adonis aestivalis subsp. marginata C.H.Steinb. ex W.T.Wang
- Adonis aestivalis var. velutina Lipsky
- Adonis ambigua Gaudin
- Adonis ambigua var. flavus Gaudin
- Adonis annua var. phoeniceus L.
- Adonis autumnalis M.Bieb.
- Adonis bienertii Butkov ex Riedl.
- Adonis citrina Hoffm.
- Adonis crinita Hoffm.
- Adonis cristata Stapf
- Adonis flammea Schleich. ex Steud.
- Adonis flava Vill.
- Adonis inermis Stapf
- Adonis inglisii Royle
- Adonis linnaei Sennen
- Adonis maculata Wallr.
- Adonis maculata var. miniata Wallr.
- Adonis maculata var. ochroleuca Wallr.
- Adonis maculata var. pallens Wallr.
- Adonis micrantha DC.
- Adonis polymorpha Zumagl.
- Adonis scrobiculata subsp. velutina (Lipsky) C.H.Steinb. ex Rech.f.
- Cosmarium aestivale Dulac[9]

## Nombres comunes
Adonis estival, angelico, angélico, fleja de Aragón, flor de Adonis, gota de sangre, ojo de perdiz, ranúnculo rojo, renículos, renículos rojos, reniculos, saltaojos, salta ojos.